# San Antonio Spurs 1996-1997
La stagione 1996-97 dei San Antonio Spurs fu la 21ª nella NBA per la franchigia.
I San Antonio Spurs arrivarono sesti nella Midwest Division della Western Conference con un record di 20-62, non qualificandosi per i play-off.

## Risultati
| Squadra                | V  | P  | %    | GB |
| ---------------------- | -- | -- | ---- | -- |
| Utah Jazz              | 64 | 18 | 78,0 | -  |
| Houston Rockets        | 57 | 25 | 69,5 | 7  |
| Minnesota Timberwolves | 40 | 42 | 48,8 | 24 |
| Dallas Mavericks       | 24 | 58 | 29,3 | 40 |
| Denver Nuggets         | 21 | 61 | 25,6 | 43 |
| San Antonio Spurs      | 20 | 62 | 24,4 | 44 |
| Vancouver Grizzlies    | 14 | 68 | 17,1 | 50 |

## Roster
| N° | Naz.                   | Ruolo | Sportivo          | Anno | Alt. | Peso |
| -- | ---------------------- | ----- | ----------------- | ---- | ---- | ---- |
| 1  | Stati Uniti (bandiera) | G     | Cory Alexander    | 1973 | 185  | 84   |
| 3  | Stati Uniti (bandiera) | A     | Monty Williams    | 1971 | 203  | 102  |
| 4  | Stati Uniti (bandiera) | A     | Devin Gray        | 1972 | 201  | 109  |
| 4  | Stati Uniti (bandiera) | A     | Darrin Hancock    | 1971 | 201  | 93   |
| 6  | Stati Uniti (bandiera) | G     | Avery Johnson     | 1965 | 178  | 79   |
| 7  | Venezuela (bandiera)   | A     | Carl Herrera      | 1966 | 206  | 98   |
| 8  | Stati Uniti (bandiera) | AC    | Tim Kempton       | 1964 | 208  | 111  |
| 9  | Stati Uniti (bandiera) | G     | Gaylon Nickerson  | 1969 | 191  | 88   |
| 11 | Stati Uniti (bandiera) | G     | Vernon Maxwell    | 1965 | 193  | 82   |
| 14 | Stati Uniti (bandiera) | C     | Jamie Feick       | 1974 | 206  | 116  |
| 15 | Stati Uniti (bandiera) | G     | Vinny Del Negro   | 1966 | 193  | 84   |
| 21 | Stati Uniti (bandiera) | A     | Dominique Wilkins | 1960 | 201  | 91   |
| 32 | Stati Uniti (bandiera) | A     | Sean Elliott      | 1968 | 203  | 93   |
| 33 | Stati Uniti (bandiera) | AC    | Cadillac Anderson | 1964 | 208  | 104  |
| 34 | Stati Uniti (bandiera) | A     | Stephen Howard    | 1970 | 206  | 102  |
| 35 | Stati Uniti (bandiera) | A     | Jason Sasser      | 1974 | 201  | 102  |
| 40 | Stati Uniti (bandiera) | A     | Joe Courtney      | 1969 | 203  | 107  |
| 41 | Stati Uniti (bandiera) | C     | Will Perdue       | 1965 | 213  | 109  |
| 50 | Stati Uniti (bandiera) | C     | David Robinson    | 1965 | 216  | 107  |
| 54 | Stati Uniti (bandiera) | G     | Charles D. Smith  | 1965 | 208  | 104  |

## Staff tecnico
- Allenatori: Bob Hill (3-15) (fino al 10 dicembre)[1], Gregg Popovich (17-47)
- Vice-allenatori: Hank Egan, Paul Pressey, Mike Budenholzer